# Pak Chong-ae
Pak Chong-ae, född 1907, död okänt år (efter 1986), var en nordkoreansk politiker (kommunist).   Hon var den första ordföranden för det nordkoreanska kommunistpartiets kvinnoförbund 1945-1965, den första kvinnan i Politbyrån 1953–1966, jordbruksminister 1961–1963, och har kallats "den enda kvinna som på allvar varit betydelsefull" i Nordkorea.
Hon studerade vid Moskvauniversitetet och var sedan verksam som sovjetagent samt inom den underjordiska kommuniströrelsen i Japanska Korea, under vilket hon också fängslades av japanerna. 
Vid krigsslutet 1945 betraktades hon som en av den kommunistiska gerillarörelsens veteraner och som en nära anhängare till Kim Il-sung, och hon fick en betydelsefull roll som hans rådgivare och medlem av hans innersta krets under hans regim. 
Ho Jong-suk och Pak Chong-ae blev 1946 de första kvinnorna i kommunistpartiets centralkommitté. Hon blev 1953 en av fem medlemmar i Politbyrån, och var den enda kvinnan där under hela 1900-talet. 
Hon rensades ut under oktober 1966, enligt uppgift för att Kim Il-sung ville koncentrera mer makt runt sig själv, och förvisades till landsbygden. Hennes exil hävdes 1986. 

## Utmärkelser
- Stalins fredspris,  1951[1]
- Andra graden av Nordkoreas nationalflaggorden,  juli 1953[2]
- Första graden av Nordkoreas nationalflaggorden[2]

[Redigera Wikidata]